# Bento Box Entertainment
Bento Box Entertainment, anciennement connu sous le nom de Bento Box Animation, est un studio d'animation américain situé dans le quartier de North Hollywood à Los Angeles, en Californie. Il a été fondé en 2009 par les producteurs exécutifs Scott Greenberg, Joel Kuwahara et Mark McJimsey. Il s'agit d'une filiale de Fox Corporation qui opère sous la division Fox Entertainment. Le studio est surtout connu pour avoir produit Bob's Burgers pour Fox avant son acquisition en août 2019.
Bento Box Entertainment possède quatre studios d'animation - à North Hollywood, Burbank, Bento Box Animation Studio Atlanta à Atlanta, Géorgie, et Bento Box Canada à Toronto, Ontario,. La société exploite également Princess Bento Studio, une coentreprise avec Princess Pictures, à Melbourne, dans l'État de Victoria.

## Histoire
Le 11 octobre 2016, Bento Box a lancé une division pour enfants appelée Sutikki. Sutikki a ouvert un bureau au Royaume-Uni le 23 mars 2017.
Le 6 août 2019, il a été annoncé que Fox Corporation allait acquérir Bento Box, tout en lui permettant d'opérer en tant que maison de production indépendante ; Sutikki ne faisait pas partie de l'acquisition.
Le 8 avril 2020, elle a conclu un pacte avec la société cinématographique australienne Princess Pictures, appelé Princess Bento Studio. Leur première série Smiling Friends a commencé à être diffusée sur Adult Swim le 10 janvier 2022.
Le 5 octobre 2022, les producteurs de Bento Box deviennent membres de The Animation Guild.
Le 2 décembre 2022, Bento Box a signé un contrat de service d'animation pluriannuel avec Boulder Media, le studio nouvellement acquis par Princess Pictures.

## Productions

### Programmes télévisés
- 2010ː Neighbors from Hell
- Depuis 2011ː Bob's Burgers
- 2011ː Allen Gregory
- 2012-2015ː Brickleberry
- 2013ː Out There
- 2014ː Perfect Hair Forever
- 2015ː Future-Worm!
- 2016ː Bordertown
- 2018ː The Who Was? Show
- Depuis 2019ː The Masked Singer (séquence animé uniquemet)
- 2019-2022ː Duncanville
- 2020-2022ː Central Park
- 2020ː Hoops
- Depuis 2021ː The Great North
- 2021ː The Prince

#### En tant que société de production
- 2013-2015ː The Awesomes
- 2016-2017ː Legends of Chamberlain Heights
- 2018-2022ː Paradise PD
- 2019ː Alien News Desk
- 2019-2021ː Lazor Wulf
- Depuis 2021ː HouseBroken
- Depuis 2021ː Wolfboy and the Everything Factory
- 2021ː Saturday Morning All Star Hits!
- 2022ː Farzar
- 2022ː Koala Man
- Depuis 2023ː Mulligan
- Depuis 2023ː Krapopolis
- Depuis 2024ː Grimsburg
- Depuis 2024ː Hazbin Hotel/Bluey - SpindleHorse/Ludo Studio, A24 et Amazon-MGM Studios.
- Date inconnueː Elfquest[11]
- A venir en 2024ː His Majesty's Dragon[12]
- A venir en 2024 ːUniversal Basic Guys/The Hoagie Bros[13]
- Date inconnueː Taskmasters[14]
- Date Inconnueː Zoo P.D.[15]

### Sutikki
- 2019-2020ː Moon and Me[16]

#### Princess Bento Studio
- Depuis 2020ː YOLO[17]
- Depuis 2022ː Smiling Friends
- Depuis 2023ː Koala Man[18]

### Court-métrage
- 2010-2018ː Glove and Boots
- 2018-2021ː Kuroba[19]
- 2011ː Dogs Playing Poker[20]
- 2021-2022ː Best Fiends Shorts
- 2022ː Aquadonk Side Pieces[21]

### Films d'animation en vidéo directe
- 2014ː Achmed Saves America
- 2015ː Madea's Tough Love
- 2022ː Aqua Teen Forever: Plantas

### Spécials
- 2017ː The David S. Pumpkins Halloween Special

- 2023ː Yenor (pilot)

### Films sorties au cinéma
2022ː Bob's Burger The Movie

### Films Streaming
- 2023ː Pastacolypse[22]
- 2023ː Millennial Hunter[22]

- 2023ː Big Bruh[22]

## Bento Box Interactive
Bento Box Interactive est une société de technologie basée sur le divertissement lancée en 2012 par Bento Box Entertainment. En octobre 2012, Bento Box Interactive s'est associée à Alicia Keys pour créer une application mobile éducative intitulée "The Journals of Mama Mae and LeeLee" pour les appareils iOS. L'application raconte l'histoire de la relation entre une jeune fille de New York et sa sage grand-mère et comprend deux chansons originales de Keys, "Follow the Moon" et "Unlock Yourself".